# تفجير كويابو 2017
تفجير كويابو تفجير وقع في كيزون بوليفارد في حي كويابو أحد أحياء العاصمة الفلبينية مانيلا، وقع التفجير في حوالي الساعة 10:58 مساء بتوقيت المحيط الهادئ في 28 أبريل 2017. أصيب ما لا يقل عن 14 شخصًا في الانفجار الذي وقع خلال تجمع قادة دول جنوب شرق آسيا في القمة الثلاثين للآسيان في مانيلا.

## التحقيق
أكد مدير شرطة العاصمة الفلبينية أوسكار البايالدي أن الانفجار نجم عن قنبلة أنبوبية مصنوعة من مسحوق يستخدم في الاحتفالات والألعاب النارية، كما استبعد أن يكون الإرهاب هو الدافع وراء الحادث. وقال البايالدي إنه لا علاقة للحادثة بأي جماعات إرهابية أو بقمة الآسيان، وأن التحقيق الأولي المستمر من قبل شرطة مانيلا يعتقد أن الانفجار ناجم عن حرب عصابات محلية.
في 29 أبريل 2017، قالت الشرطة الوطنية الفلبينية أن الانتقام كان الدافع وراء الهجوم، وقالت الشرطة أن المشتبه به هو أب قام بالانتقام من مجموعة من المراهقين الذين أصابوا ابنه المراهق يوم 26 أبريل 2017.

### تورط داعش المزعوم
ذكرت بعض الأنباء أن تنظيم الدولة الإسلامية أعلن مسؤوليته عن التفجير من خلال وكالة أعماق الإخبارية. نفت الشرطة المحلية علاقة داعش بالهجمات قائلة إنه لا توجد أدلة كافية على تورطهم. وقالت الشرطة إن النتائج التي توصلوا إليها من شهادات الشهود والأدلة المادية التي جمعوها في مسرح الجريمة تشير إلى أن الانفجار لم يكن له أي علاقة بأي جماعة إرهابية أو تهديد. وكررت القوات المسلحة الفلبينية تصاريح الشرطة الفلبينية، ورفضت إدعاءات داعش ووصفتها بانها دعاية خالصة.

## تفجير 6 مايو
قال مدير الحزب الوطني الاشتراكي نسكار أوسكار البايالدي أن الانفجارين في يوم 6 مايو جاء الأول من حزمة سلمت إلى أحد المكاتب التابعة لناصر أبينال رئيس مركز إمامات الإسلامي في كويابو. وأضاف أن الانفجار الثاني وقع أثناء اختتام مؤتمر صحفي حول الانفجار السابق الذي زقع في شهر أبريل، وقد أصيب اثنان من ضباط الشرطة في الانفجار. أمرت الشرطة الإقليمية الفلبينية بإغلاق المنطقة، وتم نشر روبوت تفجير القنابل لضمان عدم حدوث انفجار ثالث.